# Mathías Olivera
Mathías Olivera Miramontes (Montevideo, 1997. október 30. –) uruguayi válogatott labdarúgó, a Napoli játékosa.

## Pályafutása

### Klubcsapatokban
2016. február 13-án debütált a Nacional csapatában a River Plate elleni bajnoki mérkőzésen. 2017 januárjában az Atenas szerződtette. 2017 júliusában próbajátékon volt a török Galatasaray csapatánál, de végül nem írt alá. Augusztus 14-én a spanyol Getafe hat évre szerződtette. 2018. április 21-én a harmadik bajnoki mérkőzésén megszerezte az első gólját az Eibar ellen. Július 4-én kölcsönbe az Albacete csapatához. 2022. május 26-án az olasz Napolihoz igazolt három évre.

### A válogatottban
Részt vett a 2017-es Dél-amerikai U20-as labdarúgó-bajnokságon és a 2017-es U20-as labdarúgó-világbajnokságon, előbbi tornán aranyérmesként távozott. 2022. január 28-án mutatkozott be a felnőtt válogatottban Paraguay elleni 2022-es labdarúgó-világbajnokság-selejtező találkozón. Részt vett a 2022-es labdarúgó-világbajnokságon.

## Sikerei, díjai
- Uruguay U20
  - Dél-amerikai U20-as labdarúgó-bajnokság: 2017